# Liviu Ciulei
Liviu Ioan Ciulei (Bucarest, 7 luglio 1923 – Monaco di Baviera, 24 ottobre 2011) è stato un regista, sceneggiatore e attore rumeno.

## Biografia
Fece il suo debutto di attore teatrale nel 1946, in Sogno di una notte di mezza estate di William Shakespeare. Poco dopo entrò a far parte della compagnia teatrale conosciuta come Teatrul Municipal din București, in seguito ribattezzata Teatrul Bulandra. Realizzò il suo primo spettacolo teatrale nel 1957.
Nel 1957 diresse il film L'eruzione, interpretato dall'attrice tedesca Eva Christian al suo debutto cinematografico. Due anni dopo fu la volta della pellicola La battaglia del Danubio .
Vinse il Prix de la mise en scène al Festival di Cannes 1965 con La foresta degli impiccati (Padurea spânzuratilor), film da lui diretto e interpretato.
Fu direttore artistico del Teatrul Bulandra, dove mise in scena un gran numero di spettacoli. Negli anni settanta e ottanta, a causa dell'inasprimento del regime comunista, lasciò la Romania. Fu ancora attivo nel cinema sia come attore sia come regista, ma il teatro rimase il suo spazio artistico preferenziale. Lavorò presso l'Arena Stage di Washington. Fu di scena al Festival di Spoleto in Italia. Tra il 1980 e il 1985 fu direttore artistico del Guthrie Theatre di Minneapolis. 
Dal 1986 al 1990, Ciulei insegnò regia teatrale alla Columbia University di New York, e dal 1991 al 1995 fu docente alla New York University.
Ritornò nel 1995 in Romania, quando il regime comunista era già caduto; Ciulei vi diresse una serie di produzioni teatrali acclamate sia dal pubblico che dalla critica. Fu finalmente nominato Direttore Onorario del suo teatro prediletto, il Bulandra. Oltre ad essere costumista e scenografo della maggior parte dei suoi spettacoli, Ciulei contribuì alla ricostruzione dell'auditorium del Bulandra in ragione della sua laurea in architettura.
Morì nel 2011, dopo una lunga malattia, venendo poi cremato.

## Vita privata
Si sposò tre volte: con l'attrice Clody Bertola, con la scenografa Ioana Gărdescu e con la giornalista tedesca Helga Reiter, dando il proprio cognome al figlio che quest'ultima aveva avuto da un precedente matrimonio (il regista Thomas Ciulei). Era di religione ortodossa.

## Filmografia

### Regista
- L'eruzione (Eruptia) (1957)
- La battaglia del Danubio (Valurile Dunarii) (1960)
- La foresta degli impiccati (Padurea spânzuratilor) (1965)